# Trine Troelsen
Trine Stenbæk Troelsen (ur. 2 maja 1985 roku w Tarmie) – duńska piłkarka ręczna, reprezentantka kraju, rozgrywająca. Obecnie występuje w GuldBageren Ligaen, w drużynie FC Midtjylland Håndbold.

## Sukcesy

### klubowe
- Mistrzostwa Danii:
  -  2004, 2006, 2011
  -  2005
- Liga Mistrzyń:
  -  2006
- Puchar EHF:
  -  2011